# Eiffel (език за програмиране)
Eiffel е обектно ориентиран език за програмиране с подобен синтаксис на ALGOL, разработен от Бертран Майер. Това е първият език, който внедри метода за програмиране на договори. Наречен е на името на Густав Айфел.
Има компилатори на Eiffel за Windows, DOS, OS / 2 и UNIX. Повечето от тях генерират C код, тоест те са реализирани като транслатори. След това този код се компилира с помощта на C компилатор. Съществуват обаче системи, които директно генерират машинен код. Например Visual Eiffel.

## Hello, world!
Кратко:
```
class
 
HELLO

  
create

    
make

  
feature

    
make

      
do

        
print
(
"Hello World%N"
)

      
end

end

```

или разширено, със съблюдаване стила на писане с коментари:
```
note

   
description
:
 
"Програма Здравей свят!"

   
author
:
 
"Elizabeth W. Brown"

class

  
HELLO

create

  
make

feature

  
make

    
-- Да се напечата просто съобщение.

    
do

      
print
 
(
"Hello World%N"
)

    
end

end

```